# John M. Dalton

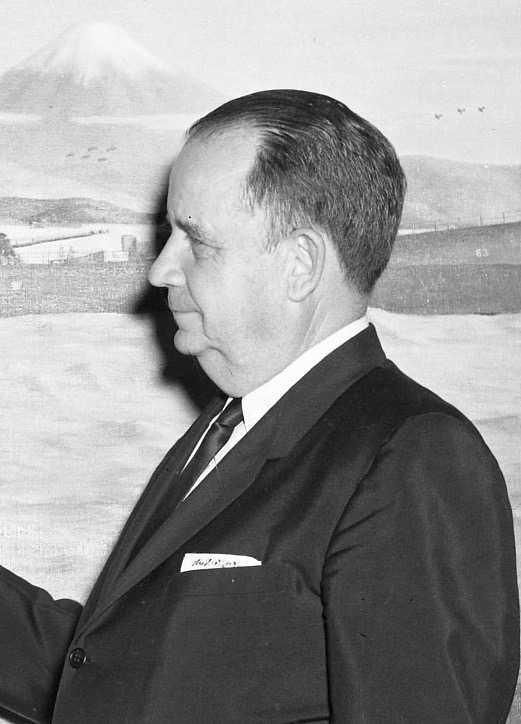
John M. Dalton, 1963

John  Montgomery Dalton (* 9. November 1900 im Vernon County, Missouri; † 7. Juli 1972 in Jefferson City, Missouri) war ein US-amerikanischer Politiker und von 1961 bis 1965 der 45. Gouverneur des Bundesstaates Missouri.

## Frühe Jahre und politischer Aufstieg
John Dalton besuchte die High School in Columbia und studierte anschließend an der University of Missouri Jura. Dort machte er im Jahr 1923 sein juristisches Examen. Danach begann er als Anwalt zu arbeiten. Zwischen 1944 und 1953 war er Rechtsbeistand der Stadt Kennett. Außerdem vertrat er einen großen Stromversorger des Landes juristisch. Im Jahr 1952 wurde er Justizminister (Attorney General) von Missouri. Dieses Amt behielt er bis 1960. Am 8. November 1960 wurde er als Kandidat der Demokratischen Partei zum Gouverneur seines Staates gewählt, wobei er sich mit 58:42 Prozent der Stimmen gegen den Republikaner Edward G. Farmer durchsetzte.

## Gouverneur von Missouri
John Dalton trat sein neues Amt am 9. Januar 1961 an. In seiner vierjährigen Amtszeit wurden die Straßenverkehrsgesetze in Missouri verschärft, unter anderem wurde die Gurtpflicht eingeführt. Damals stand die Rassengleichberechtigung an den Schulen zur Diskussion, die in Missouri umstritten war. Schließlich wurden aber auch hier die nach Rassen getrennten Schulen abgeschafft. Damals entstand auch der Ozark National River Way.
Nach dem Ende seiner Gouverneurszeit im Januar 1965 zog sich Dalton aus der Politik zurück. Er starb am 7. Juli 1972 und wurde in Kennett beigesetzt. John Dalton war mit Geraldine Hall verheiratet, mit der er zwei Kinder hatte.